# Apanteles vulgaris
Apanteles vulgaris är en stekelart som först beskrevs av William Harris Ashmead 1900.  Apanteles vulgaris ingår i släktet Apanteles och familjen bracksteklar. Inga underarter finns listade i Catalogue of Life.